# Associazione Calcio Messina 1935-1936
Questa pagina raccoglie i dati riguardanti l'Associazione Calcio Messina nelle competizioni ufficiali della stagione 1935-1936.

## Rosa
| N. |                   | Ruolo | Calciatore           |
| -- | ----------------- | ----- | -------------------- |
|    | Italia (bandiera) | C     | Silvio Brioschi      |
|    | Italia (bandiera) | D     | Carmelo Buonocore    |
|    | Italia (bandiera) | D     | Arnaldo Calzolari    |
|    | Italia (bandiera) | D     | Mario Conte          |
|    | Italia (bandiera) | C     | Salvatore Di Gennaro |
|    | Italia (bandiera) | A     | Alfio Ferretti       |
|    | Italia (bandiera) | A     | Renato Ferretti      |
|    | Italia (bandiera) | C     | Mario Gardini        |
|    | Italia (bandiera) | A     | Giuseppe Gerbi       |

| N. |                   | Ruolo | Calciatore          |
| -- | ----------------- | ----- | ------------------- |
|    | Italia (bandiera) | A     | Emanuele Interlandi |
|    | Italia (bandiera) | C     | Vincenzo Lumia      |
|    | Italia (bandiera) | P     | Pietro Miglio       |
|    | Italia (bandiera) | A     | Armando Montalto    |
|    | Italia (bandiera) | P     | Giordano Picciga    |
|    | Italia (bandiera) | A     | Romolo Re           |
|    | Italia (bandiera) | D     | Isidoro Voinich     |
|    | Italia (bandiera) | D     | Aventino Zamboni    |

## Statistiche

### Statistiche di squadra
| Competizione | Punti | In casa | In casa | In casa | In casa | In casa | In casa | In trasferta | In trasferta | In trasferta | In trasferta | In trasferta | In trasferta | Totale | Totale | Totale | Totale | Totale | Totale | DR |
| Competizione | Punti | G       | V       | N       | P       | Gf      | Gs      | G            | V            | N            | P            | Gf           | Gs           | G      | V      | N      | P      | Gf     | Gs     | DR |
| ------------ | ----- | ------- | ------- | ------- | ------- | ------- | ------- | ------------ | ------------ | ------------ | ------------ | ------------ | ------------ | ------ | ------ | ------ | ------ | ------ | ------ | -- |
| Serie B      | 44    | 17      | 15      | 2       | 0       | 45      | 17      | 17           | 4            | 4            | 9            | 14           | 35           | 34     | 19     | 6      | 9      | 59     | 52     | +7 |

### Statistiche dei giocatori
| Giocatore     | Serie B  | Serie B |
| Giocatore     | Presenze | Reti    |
| ------------- | -------- | ------- |
| S. Brioschi   | 29       | 0       |
| C. Buonocore  | 34       | 1       |
| A. Calzolari  | 32       | 1       |
| M. Conte      | 32       | 0       |
| S. Di Gennaro | 18       | 0       |
| A. Ferretti   | 5        | 1       |
| R. Ferretti   | 33       | 15      |
| M. Gardini    | 34       | 11      |
| G. Gerbi      | 34       | 12      |
| E. Interlandi | 2        | 0       |
| V. Lumia      | 29       | 6       |
| P. Miglio     | 11       | -15     |
| A. Montalto   | 1        | 0       |
| G. Piciga     | 23       | -37     |
| R. Re         | 33       | 12      |
| I. Voinich    | 2        | 0       |
| A. Zamboni    | 22       | 0       |